# Jacques Wolf
Pour les articles homonymes, voir Wolf.
Jacques Wolf né le 20 octobre 1896 à Rouen et mort le 25 août 1956 est un peintre français.

## Biographie
Sa famille, juive alsacienne, s’est établie à Rouen après l’annexion de l’Alsace-Lorraine en 1871. Son père Lucien Victor était imprimeur, époux de Marthe Valentine Marix, mariés à Paris 17e le 19 février 1894. Jacques Wolf est le frère du journaliste Pierre-René Wolf (1899-1972).
Jacques Wolf effectue sa scolarité au lycée Corneille et se forme à l'École des beaux-arts de Rouen.
Mobilisé de 1916 à 1919, il est affecté en 1917 au 43e régiment d'artillerie de campagne. Cette année-là, il est promu successivement brigadier, maréchal des logis puis aspirant.
En 1923, il est domicilié au 13-15, rue de la Pie, siège de l'imprimerie Wolf. Il effectue des séjours l'été dans l'île de Bréhat et aux environs de Vézelay et de Semur-en-Auxois. En 1925, il fonde avec ses amis peintres Pierre Hodé et Georges Capon le groupe des peintres normands, avant d'obtenir le prix Abd-el-Tif en 1931. En 1932, il est pensionnaire à la villa Abd-el-Tif près d'Alger. Il peint notamment le sud algérien à Biskra, Ouargla, Ghardaia. En 1934, il est domicilié au 69, rue Lemercier à Paris. Il se marie le 24 novembre 1936 avec Catherine Mercader.
Il expose à la galerie Legrip à Rouen en 1946.

## Distinctions
- Croix de guerre 1914–1918 (1918)

## Expositions
- 1923 : Salon des artistes rouennais
- 1924 : Salon d'automne, Paris.
- 1925 : galerie Legrip, Rouen.
- 1932 : Exposition artistique de l'Afrique française, Tunis.
- 1933 : Salon des peintres orientalistes français, Paris.

## Œuvres dans les collections publiques
- Fonds national d'art contemporain, dépôt au ministère de l'Intérieur, Paris, 1934.